# Monastère de Bamtcheu
Le monastère de Bamtcheu Tcheudé est un monastère fondé en 1070 par l'école kadampa du bouddhisme tibétain puis réimplanté par les gelugpa dans le Dakpo au Tibet.

## Histoire
Le monastère fut fondé en 1070 par un maître kadampa et réimplanté par les gelugpa au XVe siècle. Il se situe dans de Dakpo.
Dagpo Rinpoché y entre à l'âge de 6 ans et y est initié à l'écriture tibétaine par Lobsang Jhampa Rinpoché, maître de cérémonie du monastère. Il y reçoit les enseignements de Lobsang Samtén Rinpoché, l'un des assistants de son prédécesseur Dagpo Lama Rinpoché, et passa 8 examens avant de rejoindre Dagpo Datsang à l'âge de 13 ans.
En 1987, lors du voyage au Tibet de Dagpo Rinpoché accompagné de Thoupten Phuntshog, il trouva le monastère en ruine et saccagé. Près de 40 jeunes moines et 8 anciens moines avaient rebâtit un petit temple.